# Condado de Anderson (Texas)
O Condado de Anderson é um dos 254 condados do estado norte-americano do Texas. A sede do condado é Palestine, e sua maior cidade é Palestine.
O condado possui uma área de 2 792 km² (dos quais 19 km² estão cobertos por água), uma população de 55 109 habitantes, e uma densidade populacional de 20 hab/km² (segundo o censo nacional de 2000).
O condado foi criado em 24 de março de 1846.